# Tityus aba
Espèce
Tityus aba est une espèce de scorpions de la famille des Buthidae.

## Distribution
Cette espèce est endémique de l'État de Bahia au Brésil. Elle se rencontre vers  Anagé et Poções.

## Description
Le mâle holotype mesure 76,5 mm et la femelle paratype 66,1 mm.

## Publication originale
- Candido, Lucas, de Souza, Diaz & Lira-da-Silva, 2005 : « Uma nova espécie de Tityus C.L. Koch, 1836 (Scorpiones, Buthidae) do estado da Bahia, Brasil. » Biota Neotropica, vol. 5, no 1, p. 193-200 (texte intégral).